# حلقة ورونوف
حلقة ورونوف (بالإنجليزية: Woronoff ring)‏ هي حالةٌ جلدية تظهر فيها هالةٌ شاحبة اللون ذاتُ سمكٍ متماثلٍ تقريبًا حول آفات الصدفية بعد العلاج بالضوء أو العلاجات الموضعية.